# Gottlieb Wieninger
Gottlieb Wieninger (* 8. Januar 1781 in Wartberg; † 7. August 1854 in Vilshofen) war ein bayerischer Bierbrauer, Gastronom und Politiker.

## Leben
Wieninger wurde als Sohn des Bierbrauers und Unternehmers Johann Georg Michael Wieninger geboren. Seine Brüder Johann Georg und Franz Xaver sowie sein Onkel Philipp und sein Cousin Max Christian Wieninger waren ebenfalls bayerische Landtagsabgeordnete. Ende der 1780er Jahre zog die Familie nach Vilshofen, wo der Vater eine Brauerei zunächst pachtete und später kaufte, ebenso wie Gebäude des ehemaligen Kapuzinerklosters Vilshofen.
Wieninger besuchte die Studienanstalt in Augsburg, und anschließend Gymnasium und Lyceum in Passau. Er erhielt von seinem Vater die Leitung von dessen Geschäft, Brauerei und Landwirtschaft übertragen. Während der Besatzung Vilshofens durch französische Truppen verhandelte er mit diesen in französischer Sprache. 1818 wurde er Bürgermeister (bis 1824), 1825 Mitglied der Kammer der Abgeordneten (bis 1828) sowie ebenfalls 1825 Vorstand der Gemeindebevollmächtigten (bis 1842).
1845 gründete er einen landwirtschaftlichen Distrikts-Verein, dessen Vorstand er bis zu seinem Tod blieb. Er förderte v. a. den Maisanbau, die Verwendung besserer Samengattungen und die Anschaffung neuer Geräte. Der bayerische König verlieh ihm dafür 1852 das Ritterkreuz des Verdienstordens vom Heiligen Michael.
Wieninger starb unverheiratet, er wurde von seinem Neffen Felix Franz Wieninger (1827–1900) aus Schärding beerbt.